# ウエンズデー J-POP
『ウエンズデー J-POP』（ウエンズデー・ジェイ・ポップ、ラテン文字表記：WEDNESDAY J-POP）は、NHK衛星第2テレビジョン（BS2）で2006年4月から2011年3月まで毎週水曜日に放送されていた音楽情報番組である。ライブと情報性を融合させた番組であった。

## 概要
2006年4月5日に放送開始。J-POPの新譜の多くが発売される毎週水曜日の夜に、新曲情報をはじめ、一週間のライブ情報や、最新ヒットチャートの紹介の他、今最も旬のアーティストを迎えてのスタジオトークも交えておくる音楽情報番組である。ナビゲーター（司会）は、タレントのさくらが初回放送時から最終回まで5年間一貫して務めた。
正式な番組名は2010年3月17日まで「最新ヒット ウエンズデーJ-POP」であったものの、オープニング映像では「最新ヒット WEDNESDAY J-POP」とも表記されていた。また、新聞やテレビ情報誌等の番組表では「ウエンズデーJ-POP」と略記していた。
BS2での本放送は番組開始時から一貫して毎週水曜日に放送されていた。ただ、放送時間帯と放送形態は大きく変動を繰り返した。
また、BS hiでも放送されていた。2007年1月からしばらくの間放送を休止していたが、2008年4月のリニューアルにより再開、毎週木曜日と金曜日深夜（土曜日未明）の2回放送していた。
海外向けのNHKワールド・プレミアムでも同日時差放送を行っていた。

### 歴史
放送時間は2006年の開始当初から23:30 - 23:59だったが、2007年1月10日から放送時間が移動及び10分間拡大され、毎週木曜日（水曜日深夜）0:00 - 0:39となった。
2007年度までは非公開によるスタジオ収録だったが、2008年度（2008年4月2日 - ）より、東京都渋谷区のNHK放送センター内にあるみんなの広場ふれあいホールからの公開生放送となり、放送時間帯も18:00 - 18:39に移動。さらに、同日深夜（木曜日未明）の0:00 - 0:39に同じくBS2で再放送されるようになった（2009年度は廃止）。公開生放送になって以降は、ふれあいホール以外にも、NHK放送センターの屋上など東京都内各所からの中継をつないだり、生放送さながらの雰囲気で進行された。
2009年度（2009年4月8日 - 2010年3月17日）は放送時間が20:00 - 20:49の49分間となり、番組史上最長となる。放送時間の拡大を活かす形として、ゲスト出演のアーティストを2組以上招くことが多くなった。
2010年度（2010年4月7日 - ）より放送時間がこれまでの49分から10分短縮で39分に戻り、20:00 - 20:39の放送となった。さらにタイトルから『最新ヒット』が取れた形で、現タイトル『ウエンズデー J-POP』となった。また、BS2の再放送も再開され、金曜日深夜（土曜日未明）に放送していた。
2011年4月1日を以て、NHKの衛星放送が再編（3波→2波。3月31日で旧BS2・BS-Hiを閉局、4月1日よりNHK BS1と新チャンネル「NHK BSプレミアム」に再編）されるのに伴って、この番組は2010年度をもって終了した。
2011年3月2日（BS-Hiは3月3日、BS2再放送は3月4日）放送の最終回1時間スペシャルをもって、タイトルを変えながら続いた番組シリーズは5年間にわたる歴史に幕を下ろした。

## 放送時間
BS2
- 2006年度（2006年4月5日 - 2007年3月21日）：毎週水曜日 23:30 - 23:59
当初は30分番組だった。
- 2007年度（2007年4月4日 - 2008年3月12日）：毎週水曜日 深夜0:00 - 0:39
40分に拡大。
- 2008年度（2008年4月2日 - 2009年3月25日）
この年度より、みんなの広場ふれあいホールでの公開生放送に切り替わった。
  - 本放送：毎週水曜日 18:00 - 18:39
初めて夕方の時間帯に移動。
  - 再放送：毎週水曜日 深夜0:00 - 0:39（前年度の本放送枠）

- 2009年度（2009年4月8日 - 2010年3月17日）
毎週水曜日20:00 - 20:49。初めて夜の時間帯になり、番組史上最長の50分となった。
- 2010年度（2010年4月7日 - 2011年3月2日）
10分短縮され、再び40分番組となった。
  - 本放送：毎週水曜日 20:00 - 20:39
  - 再放送：毎週金曜日 深夜0:00 - 0:39

BS hi
- 本放送：毎週木曜日
  - 18:00 - 18:29（2006年度）
  - 18:00 - 18:39（2007年度）
  - 11:00 - 11:39（2008年度）
  - 17:00 - 17:49（2009年度）
  - 17:00 - 17:39（2010年度）

- 再放送：毎週金曜日深夜（土曜日未明）
BS2の生放送が休止の場合、その週は放送休止となった。
  - 1:00 - 1:39（2008年度）
  - 0:00 - 0:49（2009年度）

NHKワールド・プレミアム
- 毎週水曜日 深夜（木曜日未明）0:10 - 0:49（2010年度）

補足
BS2生放送当日である水曜日の日中から夕方にかけての間に突発的な事件・事故などがあった場合は、『NHKニュース7』（総合テレビと同時放送）を延長、その後に「連続テレビ小説」の再放送を流す関係上、本番組は放送時間（ふれあいホールでの開演時間）を移動して放送されていた。

## 出演者
ナビゲーター
- さくら

音先案内人
さくらとともに番組進行を補助する傍ら、そのアーティスト自体、あるいはアーティストの楽曲について判りやすく解説する「コメンテーター」的な立場にあった
- 亀田誠治
- 寺岡呼人
- 本間昭光

さくらベイビーズ
毎回、ふれあいホール内などからリポートやゲストアーティストへの質問などを届ける女性リポーター。2008年4月の公開生放送開始とともに創設された。3年間で数名が担当した。
- 安倍エレナ（2008年4月9日）
- 池田光咲（2008年4月 - 2009年9月）
- 宇田ひろこ（2009年4月 - 2009年12月）
- 伊勢みはと （2008年4月 - 2011年3月）
- 夏乃美菜 （2010年1月 - 2011年3月）
- 前田希美 （2009年11月 - 2011年3月）

リポーター
さくらベイビーズ以前の担当リポーター一覧。
ナレーター
- 田子千尋

## コーナー
TODAY'S GUEST
毎週、旬のアーティスト1組もしくは2組をゲストに招き、素顔に迫る。なお、新譜が発売されるゲストは「ニューソングゲスト」として登場する。
THIS WEEK NEW SONG
その週の水曜日に発売された新譜の中から、寺岡の推薦曲を紹介。アーティストからのビデオメッセージも紹介される。
THIS WEEK LIVE
毎回、アーティストがふれあいホールもしくは中継先から登場しライブを行う。
WEDNESDAY DOCUMENT
アーティスト1組に密着したドキュメント。
THIS WEEK HIT CHART
オリコン（2008年のリニューアルまではプラネット）のシングルTOP10を発表する。2008年度まではシングルチャートの上位10曲だったが、2009年度より放送時間の移動に伴いアルバムチャートとシングルチャートの各上位5曲に変更された。

## 出演アーティスト
5年間にわたり、延べ163組のアーティストが出演した。

## スタッフ
番組終了時。
- 技術：杉尾典親
- 撮影：関本浩則
- 音声：吉田英人
- 照明：石橋良修
- 映像技術：小川覚徳
- 美術：小針明
- ディレクター：中川暢子
- 制作統括：柴崎哲也、浦上光太郎
- 制作：NHKエンタープライズ
- 制作・著作：NHK